# Alfred Wilhelm Volkmann
Alfred Wilhelm Volkmann (ur. 1 lipca 1801 w Zschortau, zm. 21 kwietnia 1877 w Halle) – niemiecki fizjolog, anatom i filozof.

## Życiorys
Studiował na Uniwersytecie w Lipsku, w 1826 otrzymał tytuł doktora medycyny. W 1828 został Privatdozentem na macierzystej uczelni. W 1834 został profesorem nadzwyczajnym. W 1837 objął katedrę fizjologii, anatomii i semiotyki na Uniwersytecie w Dorpacie. W 1843 przeniósł się na Uniwersytet Marcina Lutra w Halle i Wittenberdze.
Jego synem był chirurg Richard von Volkmann.

## Wybrane prace
- Neue Beiträge zur Physiologie des Gedichtssinnes. Leipzig 1836
- Die Lehre von dem leiblichen Leben des Menschen: Ein anatomisch-physiologisches Handbuch zum Selbstunterricht für Gebildete. Leipzig, 1837
- Beitrag zur moralischen Würdigung des Zweikampfes: Festrede, gehalten am Krönungstage seiner Majestät des Kaisers und Herrn Nicolai Pawlowitsch, am 22. August 1841 im grossen Hörsaale der kaiserlichen Universität Dorpat. Dorpat, 1841
- Volkmann AW, Bidder FH. Die Selbständigkeit des sympathischen Nervensystems durch anatomische Untersuchungen nachgewiesen. Leipzig 1842
- Volkmann AW, Bidder FH. Zur Lehre von dem Verhältniß der Ganglienkörper zu den Nervenfasern. Leipzig 1847
- Streifzüge im Gebiete der Exacten Physiologie: eine Streitschrift gegen Herrn Professor G. Valentin. Leipzig, 1847
- Die Hämodynamik nach Versuchen. Leipzig, 1850
- Physiologische Untersuchungen auf dem Gebiet der Optik. Leipzig, 1863